# Miss Italia 1961
Miss Italia 1961 si svolse a Salsomaggiore Terme, in un'unica serata il 3 settembre 1961. Vinse la diciannovenne Franca Cattaneo di Genova. L'organizzazione fu diretta da Enzo Mirigliani.

## Risultati
| Risultato finale | Concorrente                        |
| ---------------- | ---------------------------------- |
| Miss Italia 1961 | - – Franca Cattaneo (Miss Liguria) |
| 2ª classificata  | - – Adriana Isopi (Miss Abruzzo)   |
| 3ª classificata  | - – Rosalba Grottesi               |
| Miss Eleganza    | - – Marina Crovato (Miss Campania) |

## Concorrenti

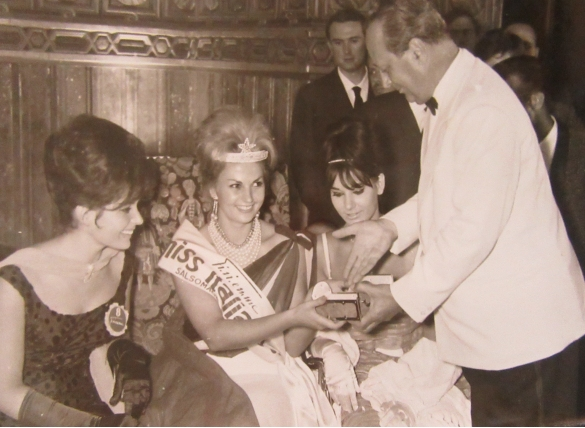
Franca Cattaneo

01) Loredana Tamagnini

02) Barbara Fassina

03) Paola Raj

04) Maria Pia Urso

05) Lilly Caroli

06) Franca Cattaneo

07) Rina Marchesi

08) Gigliola Villani

09) Miki Senati

10) Marisa Lasagna

11) Franca Mantelli

12) Emma Vannoni

13) Silvana Bonari

14) Luisa Panizza

15) Silvana Sandrine

16) Battistina Devetta

17) Anna Maria Bordon

18) Grazia Audino

19) Caroline Faje

20) Gabriella Giorgelli

21) Camilla Sannoner

22) Alma Miori

23) Marilena Possenti

24) Carrol Torears

25) Luisa Bentivoglio

26) Maria Luciana Galli